# Campeonato Mundial de Halterofilismo de 2013 - Mais de 75 kg feminino
A categoria mais de 75 kg feminino foi um evento do Campeonato Mundial de Halterofilismo de 2013, disputado no Salão do Centenário, em Breslávia, na Polónia, entre 25 e 26 de outubro de 2013. 

## Calendário
Horário local (UTC+2)
| Dia           | Horário | Fase    |
| ------------- | ------- | ------- |
| 25 de outubro | 14:00   | Grupo B |
| 26 de outubro | 19:55   | Grupo A |

## Medalhistas
| Evento    | Ouro                    | Ouro   | Prata                   | Prata  | Bronze                       | Bronze |
| --------- | ----------------------- | ------ | ----------------------- | ------ | ---------------------------- | ------ |
| Arranque  | Zhou Lulu (CHN)         | 146 kg | Tatiana Kashirina (RUS) | 142 kg | Chitchanok Pulsabsakul (THA) | 131 kg |
| Arremesso | Tatiana Kashirina (RUS) | 190 kg | Zhou Lulu (CHN)         | 182 kg | Chitchanok Pulsabsakul (THA) | 160 kg |
| Total     | Tatiana Kashirina (RUS) | 332 kg | Zhou Lulu (CHN)         | 328 kg | Chitchanok Pulsabsakul (THA) | 291 kg |

## Recordes
Antes desta competição, o recorde mundial da prova era o seguinte:
| Recorde         | Tipo      | Atleta                  | Peso   | Local   | Data                  |
| Recorde Mundial | Arranque  | Tatiana Kashirina (RUS) | 151 kg | Londres | 5 de agosto de 2012   |
| Recorde Mundial | Arremesso | Meng Suping (CHN)       | 188 kg | Eilat   | 9 de novembro de 2012 |
| Recorde Mundial | Total     | Zhou Lulu (CHN)         | 333 kg | Londres | 5 de agosto de 2012   |

Os seguintes novos recordes foram estabelecidos durante esta competição.
| Arremeso | 190 kg | Tatiana Kashirina (RUS) | Recorde mundial |

## Resultado
Os resultados foram os seguintes. 
| Pos.              | Atleta                       | Grupo | Peso   | Arranque (kg) | Arranque (kg) | Arranque (kg) | Arranque (kg)     | Arremesso (kg) | Arremesso (kg) | Arremesso (kg) | Arremesso (kg)    | Total |
| Pos.              | Atleta                       | Grupo | Peso   | 1             | 2             | 3             | Resultado         | 1              | 2              | 3              | Resultado         | Total |
| ----------------- | ---------------------------- | ----- | ------ | ------------- | ------------- | ------------- | ----------------- | -------------- | -------------- | -------------- | ----------------- | ----- |
| Medalha de ouro   | Tatiana Kashirina (RUS)      | A     | 104.32 | 142           | 147           | 147           | Medalha de prata  | 180            | 190            | 192            | Medalha de ouro   | 332   |
| Medalha de prata  | Zhou Lulu (CHN)              | A     | 133.02 | 135           | 143           | 146           | Medalha de ouro   | 175            | 182            | —              | Medalha de prata  | 328   |
| Medalha de bronze | Chitchanok Pulsabsakul (THA) | A     | 125.12 | 121           | 127           | 131           | Medalha de bronze | 155            | 160            | 160            | Medalha de bronze | 291   |
| 4                 | Yaniuska Espinosa (VEN)      | B     | 107.20 | 106           | 112           | 115           | 4                 | 133            | 140            | 140            | 5                 | 255   |
| 5                 | Naryury Pérez (VEN)          | B     | 96.62  | 103           | 106           | 109           | 7                 | 135            | 140            | 142            | 4                 | 251   |
| 6                 | Oliba Nieve (ECU)            | A     | 91.28  | 110           | 110           | 115           | 5                 | 135            | 140            | 140            | 7                 | 245   |
| 7                 | Chioma Amaechi (USA)         | A     | 103.54 | 100           | 105           | 105           | 9                 | 136            | 136            | 139            | 6                 | 244   |
| 8                 | Tania Mascorro (MEX)         | A     | 107.58 | 109           | 113           | 113           | 8                 | 130            | 135            | 137            | 8                 | 244   |
| 9                 | Mami Shimamoto (JPN)         | B     | 102.41 | 102           | 106           | 110           | 6                 | 125            | 130            | 133            | 10                | 243   |
| 10                | Shelbie Serpan (USA)         | B     | 128.57 | 100           | 100           | 105           | 12                | 130            | 135            | 135            | 9                 | 235   |
| 11                | Sabina Bagińska (POL)        | B     | 103.28 | 98            | 102           | 102           | 10                | 126            | 130            | 130            | 12                | 228   |
| 12                | Gladis Bueno (MEX)           | B     | 119.59 | 96            | 102           | 102           | 13                | 126            | 131            | 131            | 11                | 227   |
| 13                | Nur Jannah Batrisyah (MAS)   | B     | 106.66 | 95            | 100           | 100           | 11                | 118            | 124            | 126            | 13                | 226   |
| 14                | Astrid Camposeco (GUA)       | B     | 91.39  | 85            | 90            | 95            | 14                | 110            | 115            | 115            | 14                | 205   |
| DSQ               | Katsiaryna Shkuratava (BLR)  | A     | 117.56 | 120           | 126           | 130           | —                 | 156            | 161            | 170            | —                 | —     |